# 渝昆高速铁路
渝昆高速铁路是中国一条建设中的连接中国重庆市与云南省昆明市的高速铁路，是京昆高速铁路通道的组成部分。

## 概况
渝昆高速铁路正线全长699公里，为双向电气化高速铁路，设计时速为350公里，正线设站21座（2站与成宜高速铁路共建，预留1座）。线路自重庆西站引出，经重庆市江津区、永川区，四川省泸州市、宜宾市，贵州省毕节市，云南省昭通市、曲靖市，终至昆明南站，其中宜宾东站与宜宾站与成宜高速铁路共线，同步建设渝昆高速铁路至重庆西站渝黔场疏解线、至沪昆客运专线嵩明站联络线、至洛羊镇站联络线，改建渝黔铁路重庆西站至井口站区间为双线，新建改建昆明西站、重庆西动车运用所，规划远景年输送能力单向3000万人/年。

## 历史

### 规划
在2008年调整的《中长期铁路网规划》中，渝昆高速铁路是与郑渝高速铁路一同纳入“研究建设”阶段，构成华北、中原至西南新通道的一部分；在2016年7月印发的《中长期铁路网规划》中，渝昆高速铁路与石太客运专线、大西客运专线、西成客运专线、渝西高速铁路等线路一同构成“八纵八横”高速铁路主通道中的京昆通道；在2017年12月公布的《铁路“十三五”发展规划》中，将渝昆高速铁路纳入“十三五”高速铁路重点项目。

### 开工建设

#### 2019年
2019年3月29日，渝昆高速铁路环境影响评价第一次公示；5月21日，渝昆高速铁路环境影响评价第二次公示。8月，中国国家铁路集团同意增设泸州东站。9月4日，国家发展改革委同意新建渝昆高速铁路。9月29日，渝昆高速铁路重庆段、四川段开工建设。12月20日，渝昆高速铁路云南段正式开工建设。

#### 2020年
2020年4月3日，中华人民共和国生态环境部批复《新建重庆至昆明高速铁路环境影响报告书》。

#### 2021年
2021年10月9日，渝昆高铁首孔箱梁在泸州市江阳区境内的渝昆高铁川渝四标段成功架设。

#### 2022年
2022年9月23日，渝昆高铁云南省境内首座隧道小山隧道顺利贯通。10月5日，川渝段进入无砟轨道全面施工阶段。10月6日，白兰隧道顺利贯通。10月25日，云南段首座大桥连续梁完成施工。10月30日，全线首座转体连续梁成功合龙。

#### 2023年
2023年2月18日，渝昆高铁川渝段供电、通信、信号、电力“四电”工程正式启动。3月18日，泸州沱江特大桥主跨顺利合龙。6月29日，缙云山隧道顺利贯通，渝昆高铁川渝段实现全线贯通。8月19日，渝昆高铁川渝段最长桥梁连续梁顺利合龙。9月6日，渝昆高铁川渝段全面进入铺轨阶段。9月22日，渝昆高铁云南段全面进入主体施工阶段。10月13日，宜宾段开始铺轨。11月14日，渝昆高铁八家村跨沪昆铁路特大桥、阿里塘特大桥连续梁同步成功转体，两座特大桥成功跨越沪昆铁路。11月21日，川渝段箱梁全部架设完成。

#### 2024年
2024年1月6日，重庆至宜宾段完成无砟轨道施工。2月2日，渝宜段全线铺轨贯通。6月21日，渝宜段进入联调联试阶段。8月16日，渝宜段进入运行试验阶段。9月29日，渝昆高铁渝宜段开通运营。12月23日，位于云南境内的大山坡隧道与盐津隧道同日顺利贯通。

## 车站
| 渝昆高速铁路 |                           |        |        |                    |                     |                                                                        |                                                               |
| 名称 | 重庆西站起计里程 （公里） | 行政区 | 行政区 | 行政区             | 规模 仅渝昆高铁部分 | 连接铁路[1]                                                            | 城市轨道交通                                                  |
| 重庆西 | 0                         | 重庆市 | 重庆市 | 沙坪坝区           | 5台11线[2]          | 兰渝铁路 渝贵铁路 渝西高速铁路（在建）                                 | 重庆轨道交通环线 重庆轨道交通5号线 重庆轨道交通12号线（规划） |
| 九龙坡[3] | 17                        | 重庆市 | 重庆市 | 九龙坡区           | 2台4线              | 重庆东站联络线（规划）                                                 | 重庆轨道交通7号线（规划）                                     |
| 江津北 | 28                        | 重庆市 | 重庆市 | 江津区             | 2台4线              | 不適用                                                                 | 重庆市郊铁路江跳线                                            |
| 永川南 | 57                        | 重庆市 | 重庆市 | 永川区             | 2台6线              | 不適用                                                                 | 不適用                                                        |
| 泸州东 | 97                        | 四川省 | 泸州市 | 泸县               | 2台4线              | 不適用                                                                 | 不適用                                                        |
| 泸州 | 123                       | 四川省 | 泸州市 | 龙马潭区           | 3台7线[4]           | 绵泸高速铁路（部分在建） 泸遵高速铁路（预留）                          | 不適用                                                        |
| 南溪 | 169                       | 四川省 | 宜宾市 | 南溪县             | 2台4线              | 不適用                                                                 | 不適用                                                        |
| 宜宾东 | 193                       | 四川省 | 宜宾市 | 翠屏区             | 2台6线              | 成宜高速铁路（共线）                                                   | 不適用                                                        |
| 宜宾 | 207                       | 四川省 | 宜宾市 | 叙州区             | 3台7线[5]           | 成宜高速铁路（共线） 成贵客运专线（联络线连接） 宜宾至西昌铁路（预留） | 不適用                                                        |
| 高县 | 242                       | 四川省 | 宜宾市 | 高县               | 2台4线              | 不適用                                                                 | 不適用                                                        |
| 筠连 | 275                       | 四川省 | 宜宾市 | 筠连县             | 2台6线              | 不適用                                                                 | 不適用                                                        |
| 盐津南 | 302                       | 云南省 | 昭通市 | 盐津县             | 2台4线              | 不適用                                                                 | 不適用                                                        |
| 彝良北 | 340                       | 云南省 | 昭通市 | 彝良县             | 2台4线              | 不適用                                                                 | 不適用                                                        |
| 昭通东 | 392                       | 云南省 | 昭通市 | 昭阳区             | 3台6线[6]           | 昭黔恩铁路（预留） 昭通至攀枝花铁路（预留）                            | 不適用                                                        |
| 迤车 | 477                       | 云南省 | 曲靖市 | 会泽县             | 2台4线              | 不適用                                                                 | 不適用                                                        |
| 会泽 | 522                       | 云南省 | 曲靖市 | 会泽县             | 2台6线              | 曲靖至会泽铁路（预留）                                                 | 不適用                                                        |
| 田坝 | 588                       | 云南省 | 曲靖市 | 会泽县             | 2台4线              | 不適用                                                                 | 不適用                                                        |
| 寻甸东 | 637                       | 云南省 | 昆明市 | 寻甸回族彝族自治县 | 2台4线              | 不適用                                                                 | 不適用                                                        |
| 嵩明 | 676                       | 云南省 | 昆明市 | 嵩明县             | 2台6线              | 沪昆客运专线                                                           | 不適用                                                        |
| 长水机场 | 700                       | 云南省 | 昆明市 | 官渡区             | 2台6线              | 不適用                                                                 | 昆明地铁6号线 昆明地铁9号线（规划）                           |
| 昆明南 | 731                       | 云南省 | 昆明市 | 呈贡区             | 6台12线[7]          | 沪昆客运专线 南昆客运专线 昆玉河铁路                                   | 昆明地铁1号线 昆明地铁4号线                                   |
| 昆明西 | 联络线连接                | 云南省 | 昆明市 | 西山区             | 5台13线[8]          | 成昆铁路                                                               | 昆明地铁3号线                                                 |
| 注释 |                           |        |        |                    |                     |                                                                        |                                                               |
| 1 渝昆高速铁路临港站至宜宾站段与成宜高速铁路共线。 2 重庆西站总规模为15台31线。 3 九龙坡站为远期预留车站。 4 泸州站总规模为5台12线。 5 宜宾站总规模为5台12线，近期4台9线，预留1台3线。 6 昭通东站总规模为4台8线，近期3台6线，预留1台2线。 7 昆明南站总规模为16台30线。 8 昆明西站规划总规模为6台15线，其中米轨1台2线。 |                           |        |        |                    |                     |                                                                        |                                                               |

## 主要隧道列表
以下是渝昆高铁从重庆到昆明的主要隧道列表：

### 重庆段
- 大山隧道 - 长度：3561米，位于重庆市江津区和璧山区交界处。

### 四川段
- 谢家榜隧道 - 长度：3866米，位于四川省宜宾市高县境内。
- 盐津隧道 - 长度：7.76公里，位于四川省筠连县与云南省盐津县交界处。

### 云南段
- 大山坡隧道 - 长度：7.03公里，位于云南省境内。
- 迤车隧道 - 长度：8109米，位于云南省会泽县迤车镇境内。

## 意义
渝昆高速铁路将深入推进长江经济带发展，加快构建京昆高速铁路通道，加强成渝城市群和滇中城市群联系，促进沿线经济社会发展和脱贫攻坚。建成后重庆去往昆明不再绕行贵阳，重庆到昆明只需3-4小时。通过这条铁路，重庆还可以在数小时内就到达越南等东盟国家，成为重庆对外发展的大通道。

## 事故
2024年8月18日，云南省昆明市寻甸县境内的渝昆高铁云贵段腊味特大桥工地，发生架梁机倒塌事故，造成6人死亡。